# Патоки (Підляське воєводство)
Патоки (Патокі, пол. Patoki) — село в Польщі, у гміні Бранськ Більського повіту Підляського воєводства. Населення — 304 особи (2011).

## Історія
Вперше згадується 1525 року. Входило до складу Бранського староства. У середині XVI століття більшість населення села становили українці (русини). У 1898 році в Патоках мешкав 21 православний.
У 1975—1998 роках село належало до Білостоцького воєводства.

## Демографія
Демографічна структура станом на 31 березня 2011 року:
|          | Загалом | Допрацездатний вік | Працездатний вік | Постпрацездатний вік |
| -------- | ------- | ------------------ | ---------------- | -------------------- |
| Чоловіки | 158     | 37                 | 95               | 26                   |
| Жінки    | 146     | 40                 | 73               | 33                   |
| Разом    | 304     | 77                 | 168              | 59                   |